# 穆濟波
穆济波（1895年—20世纪?），名世清，以字行。四川省合江县先市镇人。中华民国学者、教授。
早年就读合江中学，1918年毕业于国立成都高等师范学校（今四川大学前身）。加入“少年中国学会”，后成为《新蜀報》的编辑。妻子秦德君指控，1920年到吴玉章家参加晚宴。宴后，穆济波强奸酒醉的秦德君和她的女同学。该女学生事后羞愤自杀身亡，而秦德君也因怀上穆济波的骨肉而被迫与他結婚，二人育有二女，但不久后秦德君離家出走。
1926年，穆济波在西北大学任教授。1930年，穆济波得知秦德君人在上海，並與茅盾分手，曾來上海尋妻未果。1945年在重庆南温泉创办私立草堂国学专科学校。娶中華民國經濟部長李國鼎之姐李國楨為妻，好友吳宓稱其晚年與妻“舉案齊眉”，家庭幸福。